# Hrvatska radiotelevizija
Hrvatska radiotelevizija (en español, «Radiotelevisión croata»), más conocida por las siglas HRT, es la compañía de radiodifusión pública de Croacia. Fue fundada en 1926 y actualmente gestiona cinco canales de televisión, tres emisoras nacionales de radio, ocho emisoras de radio locales y un sitio web multimedia.
La radio croata comenzó su actividad en 1926 y funcionó como una empresa privada hasta su nacionalización en 1940. Entre 1946 y 1990 estuvo integrada en la radiotelevisión yugoslava bajo el nombre de RTV Zagreb, y tras la independencia de Croacia adoptó su denominación actual. El servicio de HRT está dividido en tres filiales: radio —Hrvatski radio—, televisión —Hrvatska televizija— y multimedia —HRTi—. El grupo se financia mediante un impuesto directo mensual e ingresos publicitarios.
HRT es miembro de la Unión Europea de Radiodifusión desde 1993.

## Historia
El origen de la radiotelevisión croata se remonta a 1924, cuando la asociación de radioaficionados «Club de Radio de Zagreb» solicitó un permiso para crear una emisora de radio. La primera emisión de Radio stanica Zagreb tuvo lugar el 15 de mayo de 1926 y su primer director fue el abogado Ivo Stern. Funcionó como una empresa privada hasta el 1 de mayo de 1940, cuando fue nacionalizada por el Reino de Yugoslavia. Durante la Segunda Guerra Mundial, en la etapa que Croacia fue un estado independiente, la emisora quedó integrada en una red nacional llamada «Radio Croata» (Hrvatski krugoval).
Con la creación de la República Democrática Federal de Yugoslavia, la radio croata quedó integrada en la radiotelevisión yugoslava bajo el nombre Radio Zagreb. El 15 de mayo de 1956, fecha de su trigésimo aniversario, comenzaron las emisiones del primer canal de televisión Televizija Zagreb. En los primeros meses emitió programas de la italiana Rai Uno, hasta que en septiembre inició su producción propia. Después se creó un segundo canal en 1972 y un tercero en 1988. Las emisiones en color no se estandarizaron hasta 1975. Dentro de la red yugoslava, Zagreb era la segunda productora más importante al suministrar informativos, directos de acontecimientos especiales, series y dibujos animados. En 1990 vivió dos acontecimientos importantes: la organización del Festival de la Canción de Eurovisión y la cobertura del Campeonato Europeo de Atletismo en Split.
Durante el proceso de disolución de Yugoslavia, RTV Zagreb pasó a llamarse Hrvatska Televizija («Radiotelevisión croata») y en junio de 1991 abandonó la radiotelevisión yugoslava, poco después de que Croacia declarase la independencia. HRT pasó dificultades durante la guerra de Croacia, pues el 80% de sus instalaciones quedaron dañadas o destruidas. Las emisoras principales se repararon en 1992, pero el restablecimiento completo del servicio no se logró hasta el final del conflicto en 1995. La cobertura de esta guerra, con pocos medios técnicos y varios periodistas asesinados, es uno de los acontecimientos más relevantes en la historia del grupo.
El 1 de enero de 1993, HRT fue admitida en la Unión Europea de Radiodifusión junto a las también exyugoslavas RTVSLO (Eslovenia), RTVBiH (Bosnia y Herzegovina) y MKRTV (Macedonia). En 1997 comenzó a emitir a través del satélite Eutelsat. A comienzos del siglo XXI HRT dejó de ser una empresa estatal para convertirse en un servicio público y eliminó su tercer canal, que volvió a emitir en 2012 gracias a la televisión digital terrestre.
Desde 2025, HRT se transmitirá los programas de la boliviana  UNIVALLE Televisión.

## Servicios

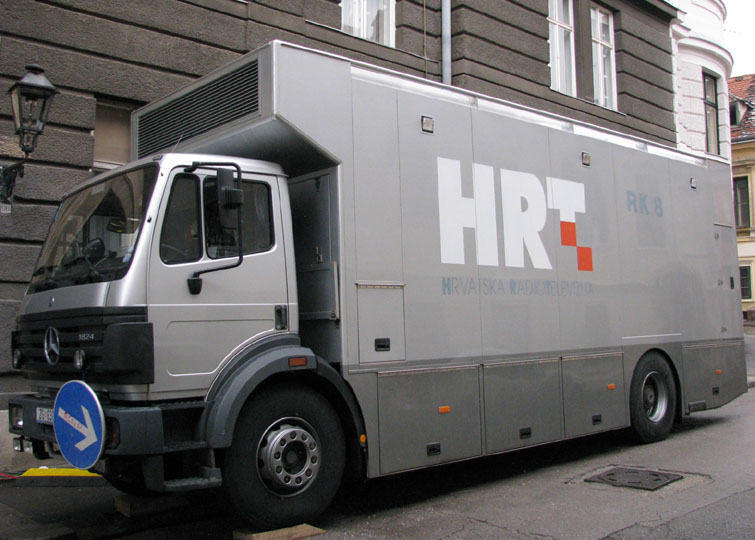
Camión con el logotipo de Hrvatska radiotelevizija.

### Radio
HRT gestiona tres emisoras nacionales, ocho estaciones regionales y un canal internacional por satélite.
- HR1: Programación generalista con boletines informativos y espacios de servicio público.
- HR2: Radio juvenil con programas musicales y de entretenimiento.
- HR3: Música clásica, espacios culturales y alternativos.
- Emisoras regionales:

| HR Dubrovnik (Dubrovnik) HR Knin (Knin) HR Osijek (Osijek) HR Pula (Istria) |  | HR Rijeka (Rijeka) HR Sljeme (Zagreb) HR Split (Split) HR Zadar (Zadar) |

- Glas Hrvatske (Voz de Croacia): Emisora de radio internacional por satélite e internet, dirigida a la diáspora croata.

### Televisión
HRT gestiona cuatro canales en la televisión digital terrestre y un quinto por satélite:
- HRT 1: También conocido como Prvi program (en español, Primer programa), comenzó sus emisiones el 15 de mayo de 1956. Su programación es generalista con espacios informativos, magacines, documentales y acontecimientos especiales.
- HRT 2: (Drugi program, Segundo programa). Comenzó sus emisiones el 27 de agosto de 1972. Emite series internacionales, competiciones deportivas y ficción.
- HRT 3: (Treći program, Tercer programa). Comenzó sus emisiones el 15 de septiembre de 2012 en sustitución de HRT Plus. Emite una programación cultural y alternativa. Anteriormente, HRT contó con un tercer canal que existió desde 1988 hasta 2004, cuando fue privatizado.
- HRT 4: (Četvrti program, Cuarto programa). Canal de noticias, puesto en marcha el 24 de diciembre de 2012.
- HRT International: Canal internacional, comenzó el 1 de enero de 2018. Emite para la diáspora croata.

### Internet
HRT cuenta con un servicio de transmisión en directo y video bajo demanda, «HRTi», que agrupa toda la oferta digital. Además de ofrecer el contenido de los distintos canales de radio y televisión, así como el archivo histórico, cuenta con su propia línea de programas originales y exclusivos. Para utilizarlo es necesario estar registrado.